# 王家扬
王家扬（1918年3月12日—2020年1月19日），男，浙江宁海人，中国政治人物，浙江省政协前主席。浙江树人大学名誉校长。

## 生平
1918年生于浙江省宁海县（今属宁波市）一贫困家庭。1926年就读宁海中学附属小学，1929年随兄长赴上海读书。曾与柔石同住在横滨路景云里23号。
1938年10月进入新四军军部教导队学习，在天台、海游参加地下工作，1939年6月加入中国共产党。历任上海市崇明岛三区民运工作队支部书记，江苏省启东县工委宣传部长，海启五区、四区、新七区、如皋县双岔北区区委书记，区大队政委，东台县委组织部长、县委副书记，台北县委书记、县警卫团政委，江阴县委书记。1949年4月后，历任中共无锡市委委员、市总工会副主席、党组副书记，苏南总工会秘书长、副主席、党组副书记，苏南行署监委委员，江苏省总工会第一副主席、党组副书记。1956年9月后，历任中华全国总工会生产部部长、办公厅主任、书记处书记、党组成员。文化大革命遭到批斗，下放至五七干校劳动。
1972年5月后，历任北京市海淀区委书记兼区革委会主任，北京市革委会建委副主任兼政治部主任。1978年5月，调任中共浙江省委常委、宣传部长兼杭州大学校长。1981年5月，任浙江省委常委、副省长（主管文教）兼杭州大学校长。1983年4月任浙江省政协主席、党组书记。1994年2月离休。
1994年2月至1998年8月，担任浙江树人大学校长。在树人大学捐资设立了“王家扬树人奖学金”，在家乡宁海县捐资设立了“王家扬奖教奖学基金”。1994年8月，被推选为“中国国际茶文化研究会”会长。2006年10月，被推选为“世界茶联合会”会长。2013年获国际茶业大会授予的“世界杰出茶人贡献奖”。
2020年1月19日8时16分在杭州逝世。

## 家庭
儿子：王冒明
儿媳：苏秋滨（苏焕清之女）